# Ромашка аптечная

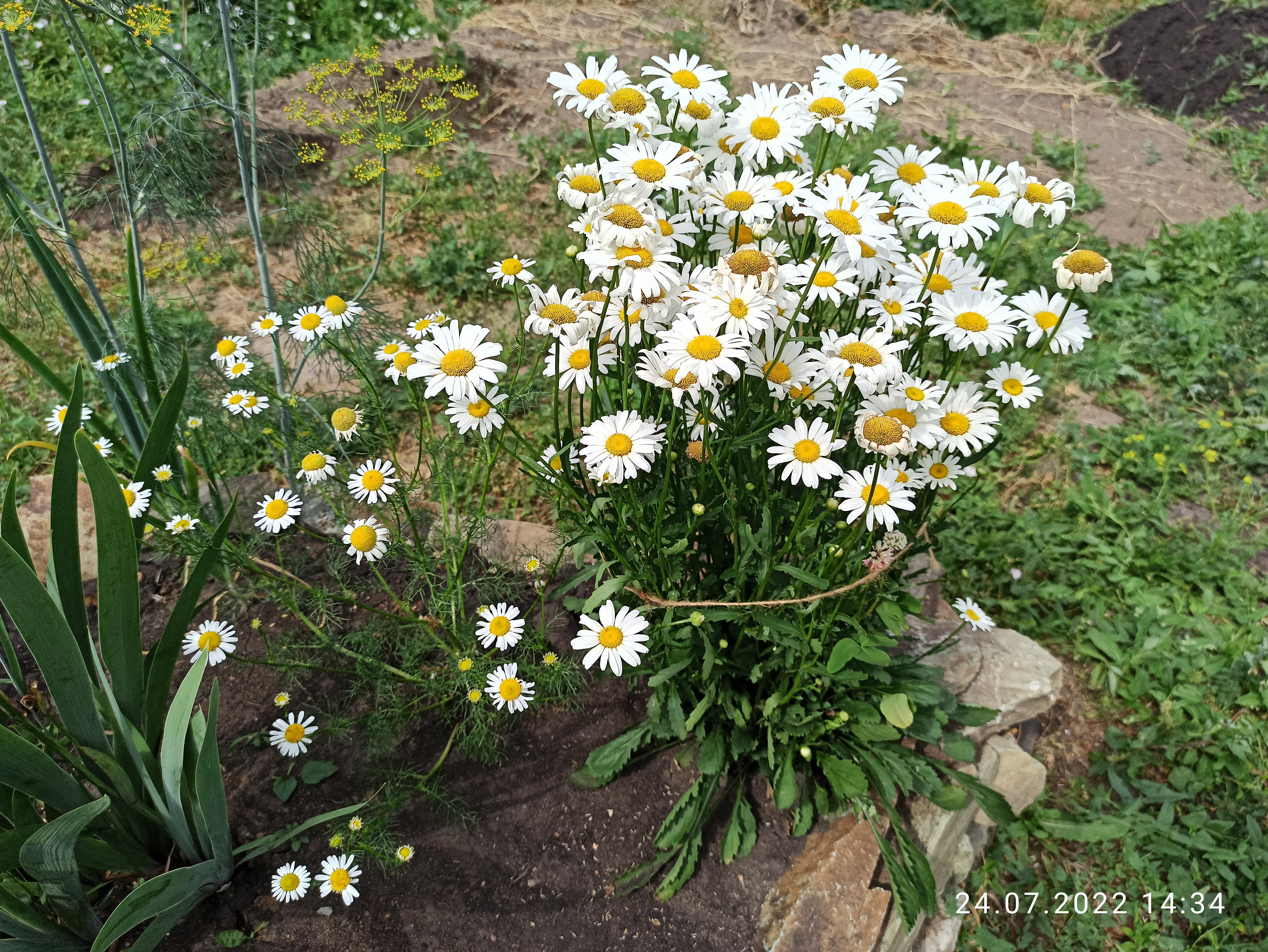
Ромашка аптечная (слева) и Нивяник обыкновенный (справа)

Рома́шка апте́чная, или Ромашка лека́рственная, или Ромашка обо́дранная (лат. Matricāria chamomīlla), — однолетнее травянистое растение; вид рода Ромашка (Matricaria) семейства Астровые (Сложноцветные), типовой вид этого рода. Растение широко распространено в Евразии и Северной Америке; активно культивируется; как заносное встречается почти во всех внетропических регионах обоих полушарий.
Ромашка аптечная с античности используется в научной и народной медицине, до сих пор является одним из самых востребованных лекарственных растений. Из растения извлекают эфирное масло (так называемое ромашковое масло), которое находит множество применений; наиболее ценным веществом в его составе является хамазулен (один из азуленов), обладающий противовоспалительным, седативным и местноанестезирующим свойствами. Экстракт ромашки аптечной используется в производстве косметики, входит в состав мыла, кремов и шампуней. В предисловии ко второй части пятого тома сводки «Растительные ресурсы России» (2013) сказано, что ромашка аптечная относится «к когорте лидеров [среди лекарственных видов растений] по разнообразию сведений и числу современных публикаций».

## Название
Длительное время таксономическое положение вида оставалось неустойчивым, разные авторы включали таксон в разные роды, эта ситуация стала одной из причин того, что у вида имеется достаточно обширная синонимика.
Научное (латинское) название рода, Matricaria, было введено в научный обиход швейцарским ботаником и врачом Альбрехтом фон Галлером (1708—1777), который образовал его от латинского слова matrix («матка»). Такое наименование было связано с традиционным применением растений вида Matricaria inodora (Ромашка непахучая) при лечении гинекологических заболеваний; сейчас это название входит в синонимику вида Tripleurospermum inodorum (Трёхрёберник продырявленный, Трёхрёберник непахучий).
Римский писатель и учёный Плиний Старший в труде «Естественная история» описал это растение под названием chamaemelon — от др.-греч. χαμαίμηλον (chamaimēlon), образованного от слов χαμαί (chamai «на земле») и μήλον (mēlon «яблоко»), что связано с небольшой высотой травы и с присущим цветкам запахом, отдалённо напоминающим запах яблок. Видовой эпитет chamomilla был внедрён К. Линнеем от слова chamaemelon.
В средневековых трудах на латинском языке те растения, которые сейчас называют ромашкой, именовались chamaemelon romana или chamaemelum romanum. На Руси эти растения именовались «роман», «романова трава», «романов цвет», «романник». Общепризнано, что эти названия восходят именно к прилагательному romanum (romana) в указанных латинских названиях, при этом одни авторы допускают возможность прямого заимствования слова из латыни западноевропейских средневековых травников и лечебников, другие же считают, что имело место заимствование из польского языка, выступившего в качестве языка-посредника. Что касается слова «ромашка», то оно является уменьшительной формой от «роман». Впервые в литературе это слово было зафиксировано в 1778 году у А. Т. Болотова в его книге «Сельский житель»: «У меня для таких случаев есть всегда… один декокт. Одна часть буквицы, другая ромашки, третья шалфея».
Н. И. Анненков в «Ботаническом словаре» (1878) в статье о ромашке аптечной привёл простонародные и книжные названия, употреблявшиеся в разных местностях Российской империи: купальница (Вологда), ромен, роман и румянок (Малороссия), романец (Волынь, Подолия), румянка (Екатеринбург), сосонька (Тамбов).

## Ботаническое описание

### Морфологические особенности
Ромашка аптечная — однолетнее травянистое растение с сильным специфическим запахом. Всё растение голое, без опушения.
Корень стержневой, слабо разветвлённый, светло-бурый.
Стебель прямостоячий, высотой от 15 до 60 см, обычно разветвлённый от основания, реже простой, ребристо-бороздчатый, внутри полый, до верхушки облиственный.
Листья очерёдные, сидячие, при основании несколько расширенные, в общем очертании широколанцетные или яйцевидные, длиной от 15 до 60 мм (обычно — от 20 до 30 мм), шириной от 5 до 18 мм (обычно — от 10 до 15 мм), дважды или трижды перисто-рассечённые на раздвинутые сегменты (доли). Отдельные доли — узколинейные, почти нитевидные (шириной до 0,5 мм), шиловидно-заострённые, с коротким мягким остриём на верхушке.
Соцветия — конические корзинки диаметром до 25 мм (на боковых побегах мельче); многочисленные, расположены на тонкоребристых длинных (до 8 см, обычно — от 3 до 5 см) цветоносах на верхушках стеблей и боковых побегов. Соцветия образуют в совокупности общее щитковидное соцветие.
Обёртки корзинок — многорядные, диаметром от 5 до 8 мм. Листочки обёрток — черепитчатые, мелкие, продолговатые, тупые, желтовато-зелёные, по краям буровато-плёнчатые; внешние листочки у́же и немного короче внутренних.
Цветоложе корзинки голое, без плёнок и щетинок, внутри полое, в начале цветения полушаровидное, в конце цветения и при плодах — удлинённое до узкоконического. Этот характерный признак корзинок позволяет отличить ромашку аптечную от похожих на неё других видов рода Ромашка.
Корзинки состоят из цветков двух типов: от 12 до 18 женских язычковых цветков образуют наружный ряд, а в середине соцветия расположены многочисленные трубчатые обоеполые цветки.
Краевые цветки — с белыми отогнутыми язычками, имеющими длину от 8 до 14 мм и ширину от 2,5 до 3 мм, с пятью зубцами на верхушке; к концу цветения язычки отгибаются вниз. Внутренние трубчатые цветки — золотисто-жёлтые, значительно мельче язычковых, с пятилопастным венчиком.
Тычинок в трубчатых цветках пять, сросшихся пыльниками в трубку, окружающую столбик. На верхушках пыльников имеются острые треугольные придатки. Пестик — с нижней одногнёздной завязью, нитевидным столбиком и двумя линейными загнутыми рыльцами.
Распускаются корзинки постепенно. Сначала язычковые цветки направлены вверх, а цветоложе плоское. Затем венчики язычковых цветков располагаются горизонтально, цветоложе вытягивается, и зацветают нижние трубчатые цветки. Когда язычковые цветки отцветают, их венчики отклоняются вниз, цветоложе всё более принимает коническую форму. Трубчатые цветки расцветают от края к центру; к тому моменту, когда расцветают цветки, находящиеся в самом центре корзинки (на вершине конуса), крайние (нижние) трубчатые цветки уже находятся в стадии плодоношения.
Плоды — цилиндрические, притуплённые, слегка согнутые мелкие семянки (длиной от 1 до 2 мм, шириной от 0,2 до 0,3 мм), у основания суженные. С боков семянки слегка сжаты, со спинки — слегка выпуклы. Стенки семянок с внешней спинной стороны — гладкие, с внутренней — 4—5-, иногда 5—6-продольноребристые. Вершина косоусечённая (кососрезанная), в центре валик с округлым остатком столбика. Плодовый рубчик кососрезанный, кольцеобразно-углублённый. Поверхность — матовая или слегка лоснящаяся. Окраска семянок — буро-зелёная (в массе — серебристо-серая); рёбрышки, валики у основания и на вершине светлые; межрёберное пространство тёмно-серое. Паппуса (хохолка) у семянок ромашки аптечной обычно нет (лишь иногда он имеется в виде едва заметной зазубренной коронки).
Диплоидный набор хромосом равен 18.

### Биологические особенности

#### Онтогенез
Ромашку аптечную относят к группе растений с легко или относительно легко прорастающими семенами. У неё мелкие семена со средними размерами 0,8—1,2 × 0,25—0,4 мм, вес 1000 семянок — от 0,026 до 0,077 г (по другим данным, до 0,053 г), в 1 кг — 15 млн семянок. Семена ромашки обладают выраженной биологической разнокачественностью — часть из них совершенно не имеет периода покоя, у другой части он проявляется, но продолжительность его небольшая. Более длительный период покоя имеют семена, формировавшиеся в условиях дождливой и прохладной погоды.
Прорастание семян ромашки начинается при 4—6 °C (по некоторым сведениям — при 2—4 °C), оптимальная температура прорастания 15—20 °C (по другим данным, 20—25 °C), прорастание происходит и при более высокой температуре (до 30 °C). Семена сохраняют всхожесть при хранении в сухом виде в комнатных условиях длительное время. В эксперименте через один—два года хранения всхожесть семян была 87 %, через 3 года — 83 %, через четыре — 70—82 %, через 6 лет — 16—17 %, через восемь — 3—5 %.
Прорастание начинается с ослизнения и набухания семян. При полном набухании семена поглощают 469 % воды по отношению к собственному весу. Вследствие этого прорастание возможно лишь в условиях достаточно высокой влажности почвы и воздуха. Кроме того, для прорастания необходим свет, заделка семян в почву глубже 0,5 см замедляет прорастание, а семена, слой почвы над которыми превышает 1 см, почти совсем не прорастают.

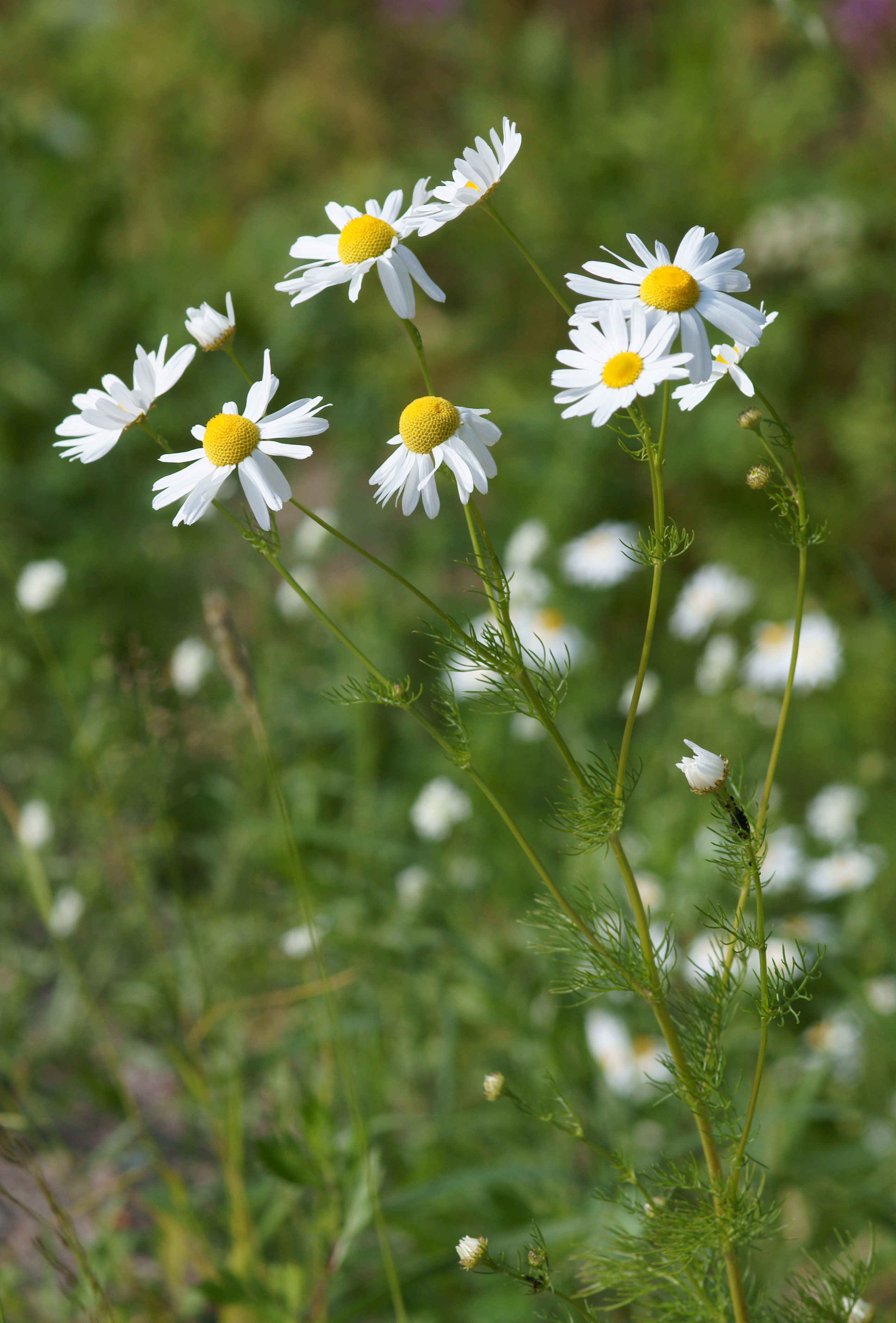
Ромашка аптечная, цветущее растение

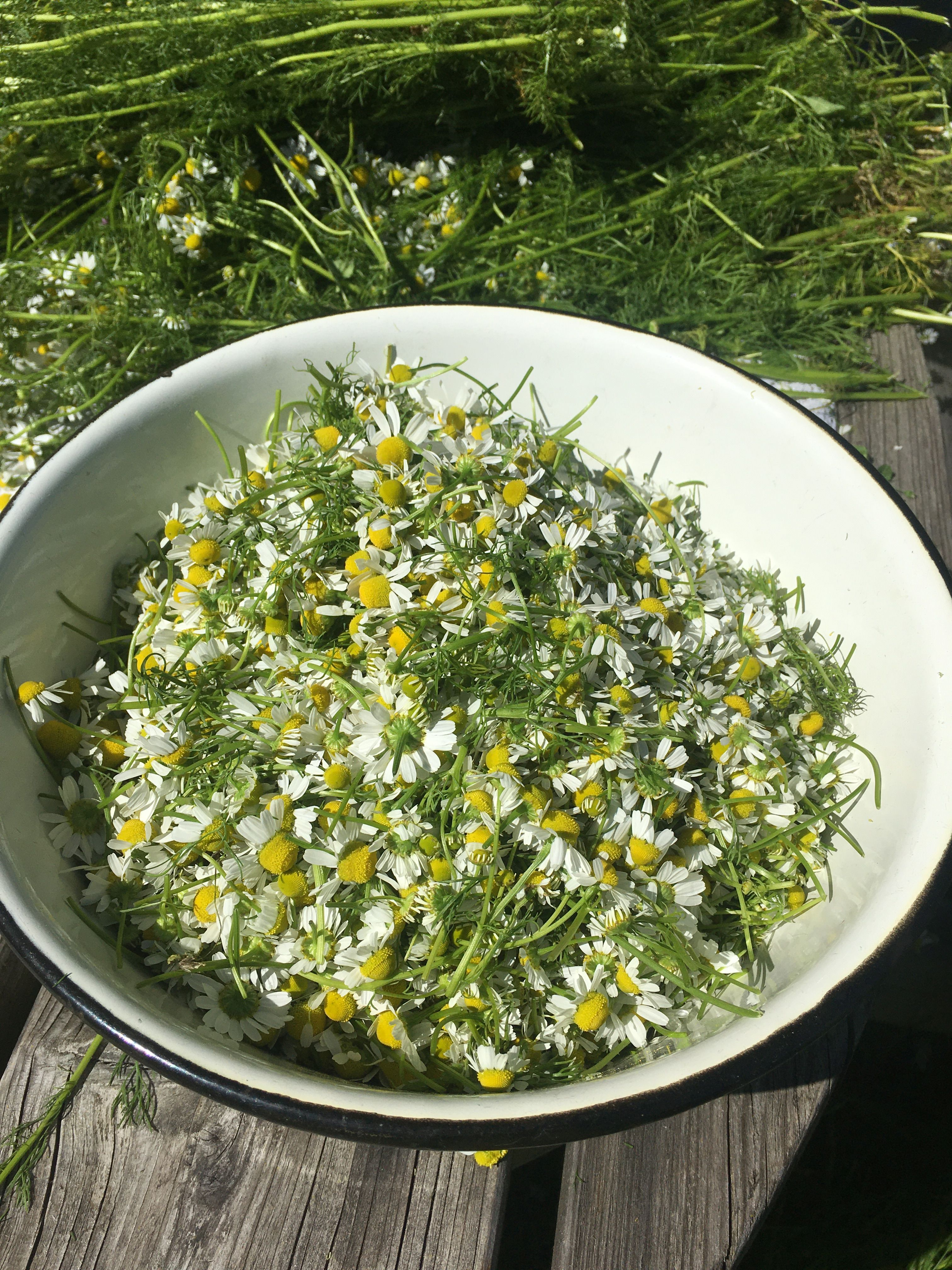
Головки цветков отделяют от стеблей, чтобы можно было заваривать чай

Первые всходы в лабораторных условиях при оптимальном режиме появляются через 2 дня, на плантациях — на 4—5-й день после посева, массовые — на 8—10-й. В природных условиях прорастание сильно растянуто во времени, зависит от благоприятного сочетания жизненных факторов внешней среды, времени осыпания семян и попадания их на почву, кроме того, проявляется разнокачественность семян.
Всходы ромашки мелкие, слабые, легко гибнут от иссушения. Они светло-зелёного цвета, с короткой тонкой подсемядольной частью, незаметно переходящей в корешок. Семядоли овальные, сидячие, 2—3 мм длины и 1,2—1,8 мм ширины, покрыты с обеих сторон мучнистым налётом. Надсемядольная часть стебля не развита, и листья выходят непосредственно над семядолями. Первые два листа супротивные, в очертании продолговатые, трёхраздельные, с более крупной средней долей. Третий и четвёртый листья также супротивные, перисто-рассечённые, боковые сегменты их ланцетные, нередко, в свою очередь, зубчатые или рассечённые.
Последующие листья по строению приближаются к листьям взрослого растения. Ювенильные растения развиваются медленно — лишь через 20—40 дней после появления всходов формируется розетка из 6—10 листьев и начинает вытягиваться стебель. Генеративный период протекает довольно быстро. Цветение начинается через 30—50 дней после появления всходов. Первыми распускаются цветки корзинки, расположенной на главной оси, затем корзинки боковых побегов. Каждая корзинка цветёт в течение 8—10 дней (по другим сведениям, около трёх недель). Во время цветения продолжается рост главной оси, и особенно интенсивно удлиняются оси второго порядка. К концу цветения их длина, как правило, превышает длину главной оси. В свою очередь, боковые ветви дают пазушные побеги, и к концу вегетации ветвление может достигать третьего и четвёртого порядков. Оси всех порядков заканчиваются соцветиями, число их на одном растении составляет несколько десятков, а у отдельных мощно развитых экземпляров — даже более сотни. Вследствие разновременного развития боковых побегов и соцветий на них общее цветение растения растягивается на 1—2 месяца, из-за этого аналогичным образом растянуты периоды плодоношения и обсеменения.
Общая продолжительность жизни ромашки аптечной — от трёх до четырёх месяцев.

#### Сезонное развитие
В природных условиях ромашка аптечная развивается как озимое и яровое растение. По всей вероятности, значительная часть особей развивается по озимому типу. Всходы появляются во второй половине лета и осенью. До зимы формируется розетка зелёных листьев, и в таком состоянии растение зимует. Весной, после установления тёплой погоды, начинается быстрый рост главного, а затем и боковых побегов. В июне в условиях Подмосковья начинается цветение ромашки, а в начале июля созревают первые плоды. В годы с тёплой ранней весной развитие ускоряется почти на месяц, и в конце июля — в августе растения полностью отмирают. Наоборот, в холодные дождливые годы цветение начинается позже обычного времени, зато продолжается до самых морозов.
Другая часть растений развивается по яровому типу. Их семена прорастают весной, и до осени растение успевает обсемениться, то есть весь жизненный цикл проходит без перерыва в течение одного вегетационного периода. Замечено, что в годы с сухим жарким летом и такой же осенью число растений, развивающихся по озимому типу, резко сокращается. В таких случаях значительно возрастает численность весенних всходов. Из-за разновременного появления всходов сроки фенофаз дикорастущих растений сильно варьируют.
При подзимнем посеве в условиях Московской области всходы появляются 15—20 апреля, и цветение, соответственно, начинается на месяц раньше, чем при весеннем севе.

#### Способы размножения и распространения
Ромашка аптечная размножается исключительно семенами. Она обладает высокой семенной продуктивностью — в среднем одна особь продуцирует 5000 семян. С 1 га культурной плантации собирают около 100 кг семян ромашки.
Семена разносятся ветром, дождевыми и талыми водами. Разнос семян на значительное расстояние возможен благодаря их малым размерам и весу. Расселению в большой мере способствует человек.
Для прорастания семян и появления всходов необходимо сочетание благоприятных температурного, водного и светового факторов, поэтому далеко не все семена прорастают. Ромашка медленно развивается на этапах всходов и ювенильных растений, не выдерживает конкуренции с более быстро развивающимися видами, и массово гибнет от затенения, и в итоге выпадает из травостоя; может появляться на короткое время в разных районах.

## Географическое распространение и среда обитания

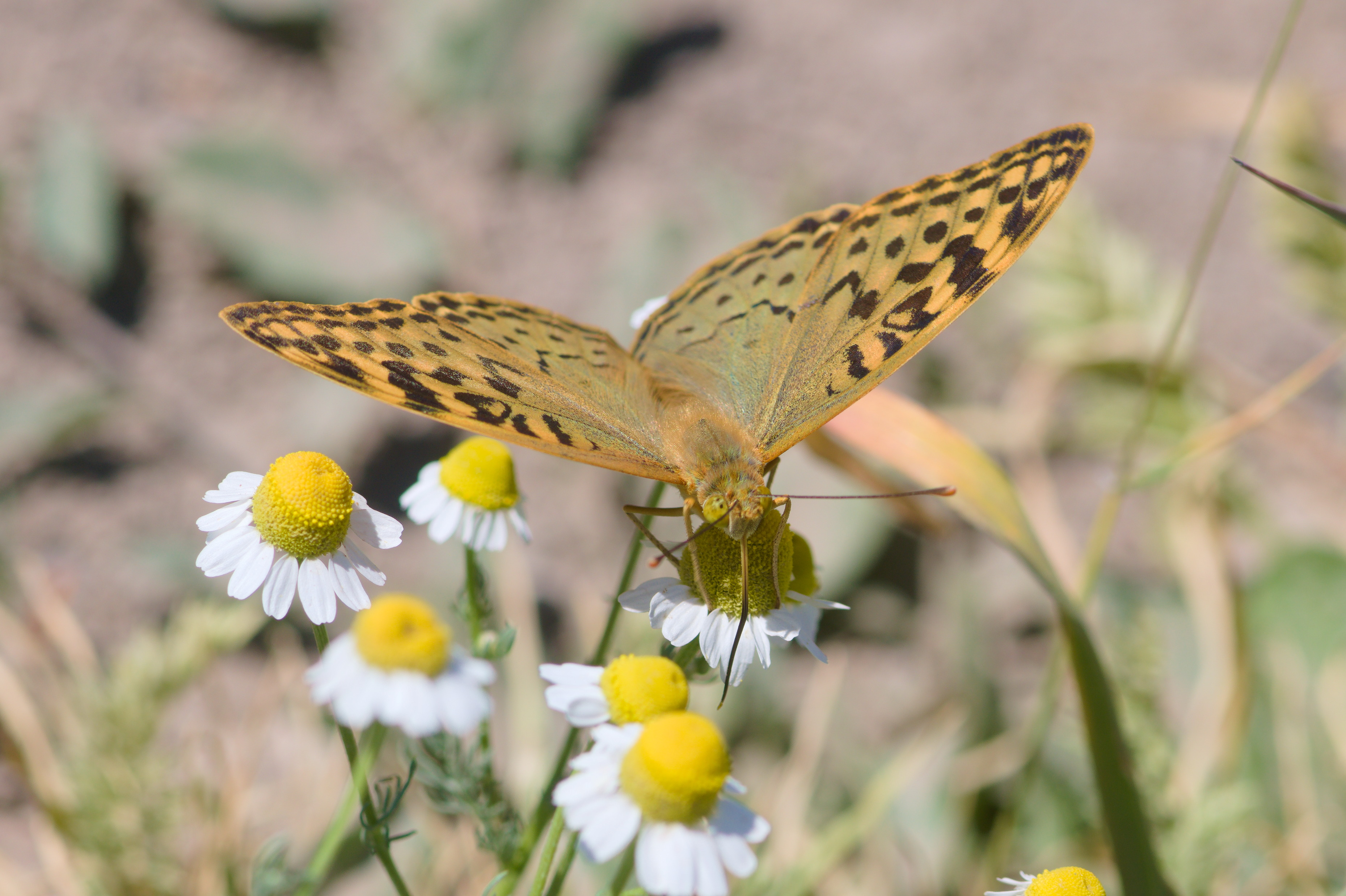
Перламутровка большая сидит на цветке ромашки

Ромашка аптечная имеет голарктический тип ареала, распространилась как заносное растение почти во всех внетропических регионах обоих полушарий и во многих из них натурализовалась. Она встречается почти по всей Европе (от Скандинавии, где доходит до 63°45′ с. ш., до Средиземного моря), во многих районах Азии и Северной Америки.
Культивируется во многих странах в качестве лекарственного растения. Выведены селекционные сорта ромашки аптечной с большим содержанием азулена в эфирном масле и высокой продуктивностью.
В России растёт во всех районах европейской части (кроме Крайнего Севера и Нижнего Поволжья), в Предкавказье, Дагестане, южных областях Западной (на Алтае редко) и Восточной Сибири, очень редко на Дальнем Востоке. И. Ф. Шмальгаузен в конце XIX века указывал, что ромашка аптечная доходит до Охотского моря.
Согласно «Атласу ареалов и ресурсов лекарственных растений СССР», северная граница сплошного ареала ромашки аптечной проходит между Ладожским и Онежским озёрами к городам Вологде и Кирову, а затем идёт на восток к устью Тобола. По сведениям А. Ф. Гаммерман, ромашка аптечная не достигает 60-й параллели, а если и встречается севернее, то развивается плохо, образуя карликовые экземпляры. Южная граница проходит от устья Тобола на юго-запад по Тоболу, захватывает верховье Урала и, огибая Прикаспийскую низменность и низовье Волги, опускается на Северный Кавказ. На Кавказе южная граница ареала проходит по Главному Кавказскому хребту. Распространена в Крыму. Западная граница ареала уходит за пределы России. Растёт в большом количестве на юге Украины (Херсонская область), в Донецкой области, изредка встречается в Приазовье.
Оторванные фрагменты ареала встречаются в Западной Сибири — в бассейне Оби и Енисея, а также в Восточной Сибири — в верховьях рек Лены и Ангары — и в Забайкалье — в верховье Шилки. Известны единичные местонахождения в Карелии, Коми (между Сыктывкаром и Воркутой), в среднем течении Оби, в ряде мест российского Дальнего Востока.
Ромашка аптечная, как и многие сорные однолетники, иногда встречается за пределами своего сплошного ареала. Очень часто бывает, что через 1—2 года после заноса на новые территории она из них постепенно исчезает, в других же случаях — успешно закрепляется в новых местах и становится полноправным членом местной флоры. Таким образом, ареал этого растения в России непрерывно увеличивается как за счёт расширения границ сплошного распространения, так и за счёт появления новых изолированных фрагментов ареала, возникающих в результате его заноса. При этом существенная роль в этом процессе принадлежит человеку, что подтверждается интенсивным расселением ромашки в XIX—XX веках, когда её стали культивировать с лекарственными целями сначала в крестьянских усадьбах, а позже и на совхозных полях. Так, в частности, в Подмосковье ромашку начали выращивать ещё в 1870-х годах. В связи с активной распашкой целинных земель многие естественные заросли ромашки аптечной были уничтожены. Однако, учитывая значительную потребность в лекарственном сырье, её начали культивировать во многих местах — в Сибири, лесостепях Восточного Забайкалья, за пределами России — на Украине, в Беларуси, реже в Средней Азии, в предгорьях Джунгарского Алатау, Тянь-Шаня и на Памиро-Алае.
Ромашка аптечная растёт по лугам и степям с разреженным травостоем, молодым залежам, как сорное в садах, на пустырях, межах, в населённых пунктах, по обочинам дорог, посевах зерновых и пропашных культур.

## Экология
Ромашка аптечная — типичный мезофит, однако на самых ранних этапах онтогенеза для получения всходов и их развития требуются условия повышенной влажности, особенно в первые 5—7 дней после посева. В сухой почве и на её поверхности семена не прорастают совсем. Генеративные растения выдерживают кратковременную засуху, сокращая при этом период цветения и общую продолжительность жизни. Повышенная влажность почв и воздуха способствует разрастанию вегетативных частей и растягивает период цветения. Не переносит застоя воды, предпочитает дренированные плодородные суглинистые почвы.
Ромашка светолюбива в течение всей жизни. При слабом затенении происходит увеличение массы ростовых органов и резко снижается масса плодущих органов за счёт уменьшения числа корзинок и их размеров. Светолюбие ромашки приводит к выпадению этого растения из травостоя, образованного быстрорастущими и высокими видами.
Ромашка — растение длинного дня. При искусственном укорачивании продолжительности освещения до 10 часов в сутки уменьшается число соцветий на одном растении. При выращивании растений на «коротком дне» в течение 50 суток соцветия не образовывались совсем, но вырастали густооблиственные стебли. При продолжении опыта до 60 суток растения развивали только розеточные листья.
Оптимальной температурой вегетационного периода для ромашки считается 19—21 °C. При повышении температуры воздуха до 28—31 °C уменьшаются число соцветий и их величина.
Ромашка аптечная весьма отзывчива на удобрение. В фазе розетки положительное влияние оказывают фосфорные удобрения; в период интенсивного роста стеблей увеличивается потребность в азоте и калии. Избыток солей фосфора ускоряет цветение и укорачивает продолжительность жизни растений. Усиленное азотное питание вызывает удлинение периода вегетации, усиливает образование соцветий в более поздний период. Интенсивное калийное питание благоприятно для роста вегетативных органов, но не оказывает существенного влияния на урожай соцветий. Среди азотных удобрений аммиачные соли способствуют лучшему перенесению растениями неблагоприятных внешних условий. Отмечено положительное влияние ряда микроэлементов (марганца, кобальта, меди, бора) на развитие ромашки и урожай её соцветий. Известкование кислых почв ведёт к усиленному росту листьев и уменьшению доли стеблей и соцветий в общей надземной массе. При этом уменьшается потребление растениями питательных веществ, что приводит к снижению урожая корзинок.

## Фитоценология
Из-за ярко выраженного светолюбия ромашка аптечная не выдерживает конкуренции с быстрорастущими травами, поэтому растёт только в несформированных фитоценозах: на залежах, пустырях, по обочинам железных и шоссейных дорог, в населённых пунктах, садах, виноградниках, посевах зерновых и пропашных культур и так далее.
Поскольку такие местообитания находятся под постоянным контролем и воздействием человека, заросли ромашки от года к году резко меняют свои площади, вплоть до полного исчезновения этого растения в каких-то местах. Помимо хозяйственной деятельности человека, в исчезновении и столь же неожиданном появлении ромашки важным фактором является погода в период формирования плодов и в период прорастания семян. В наиболее плотных зарослях численность ромашки достигает 750 особей на 1 м².

## Биологическая продуктивность
У ромашки аптечной используют в хозяйстве соцветия. На плантации получают от 4—5 до 10—12 ц/га сухих соцветий, на опытных делянках — до 20 ц/га. В дикорастущих зарослях в условиях южной Украины урожаи соцветий на лучших массивах достигают от 2—5 до 10 ц/га. Разработаны способы получения высоких урожаев соцветий агротехническими и агрохимическими методами. Выведены сорта, в том числе методами полиплоидии. Интерес с точки зрения наибольшего количества эфирных масел представляют тетраплоидные формы ромашки, которые получают искусственно, используя различные физические и химические мутагенные факторы. В результате колхицинирования и отбора был получен тетраплоидный сорт ромашки аптечной — 'Подмосковная' (2n=4x=36).

### Агротехника
Ромашка аптечная культивируется в России в средней полосе европейской части и в Западной Сибири, а также в Болгарии, Польше, Румынии и многих других странах. Наиболее высокие урожаи можно получить при выращивании растения на чистых от сорняков плодородных почвах среднего механического состава (оптимальная реакция почвенной среды pH 7,3—8,1). Лучшие предшественники — озимые по чистому пару, а также хорошо удобренные пропашные. Ромашку можно размещать и вне севооборота. Допустимы три срока посева: озимый (в июле — августе), подзимний и ранневесенний. Основная обработка почвы проводится так же, как и под другие пропашные культуры. Вспашку пара или зяби производят на глубину до 25 см, а на почвах с меньшим пахотным горизонтом — на всю его глубину. Для озимого и подзимнего посевов основную вспашку заканчивают за 25—30 дней до посева, чтобы к моменту посева почва осела. Предпосевную подготовку почвы проводят с таким расчётом, чтобы семена легли на уплотнённую землю. Для этого непосредственно перед посевом проводят дополнительные боронование и прикатывание. Семена при прорастании требуют много влаги (450—470 % воды по отношению к их массе) и не выносят заделки, в связи с этим боронование проводят в возможно ранние сроки. Ромашка аптечная отзывчива на внесение удобрений. Под основную вспашку вносят перепревший навоз или навоз в сочетании с минеральными удобрениями. Из азотных удобрений для ромашки аптечной лучше всего походят сульфат аммония или мочевина.
Подзимний посев проводят за несколько дней до наступления устойчивых заморозков. При озимом посеве растения уходят в зиму в фазе розетки. Розетка при благоприятных условиях хорошо зимует, а весной перезимовавшие растения зацветают на 15—20 дней раньше, чем при подзимнем посеве, и на 20—30 дней раньше, чем при весеннем посеве. Норма высева семян 2—2,5 кг/га.
Всходы при весеннем и озимом посевах появляются через 10—20 дней. При подзимнем посеве всходы появляются ранней весной. Уход за посевами состоит в прополке сорняков и рыхлении междурядий. Полный цикл развития ромашка лекарственная проходит в течение 3—4 месяцев. От появления всходов до начала цветения проходит около двух месяцев; период цветения и созревания длится 1—2 месяца. Урожай цветочных корзинок собирают в начале цветения, пока их цветоложе не приобрело конической формы и язычковые цветки расположены горизонтально. Запоздание с уборкой приводит к потере урожая и снижению качества сырья. За вегетационный период проводят 4—5 сборов. Собранное сырьё не следует держать в корзинах или кучах более двух — трёх часов, так как оно легко согревается, чернеет и теряет свои качества. Сушку сырья производят под навесами либо на огневых сушилках при температуре не выше +45 °C.

## Консортивные связи
Ромашка — насекомоопыляемое растение. Из вредителей на плантациях отмечены проволочники (личинки жуков-щелкунов), питающиеся корнями, и личинки звездокрылой мушки (Tripanaea stellata), поселяющиеся в цветоложах корзинок. Иногда на цветоносах поселяется свекловичная тля.

## Хозяйственное значение

### Лекарственное сырьё

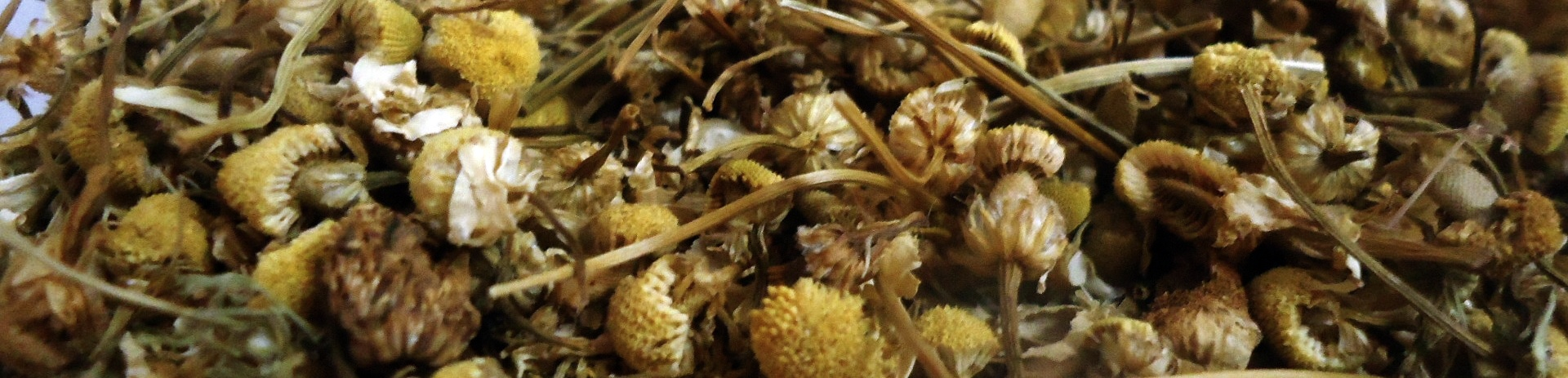
Flores Chamomillae — сушёные соцветия ромашки аптечной

Ромашка — одно из самых употребляемых растений в медицине, в 1986 году она была официнальным сырьём в 26 странах мира. В качестве лекарственного сырья используют соцветия ромашки (аптечное название — Flores Chamomillae (лат.)). Корзинки собирают в начале цветения, в стадии горизонтального расположения язычковых цветков. При более позднем сборе образовавшиеся в нижних рядах трубчатых цветков плодики при сушке легко осыпаются, и в сырье бывает слишком много мелких частиц. Собирают вручную, коротко ощипывая цветоножки, или же пользуются специальными гребнями для очесывания корзинок (теми же, что для сбора ягод черники).
Сушат в воздушных сушилках при температуре не выше 40 °C, в тени под навесами или на чердаках с хорошей вентиляцией, осторожно перемешивая, чтобы не допустить осыпания цветков. Цветочные корзинки расстилают на стеллажах или рамах из расчёта 1 кг на 1 м² площади. При воздушной сушке полное высушивание корзинок происходит за 5—6 дней. В огневых сушилках корзинки можно сушить при температуре 40—50 °C. Сушку заканчивают, когда цветоложе, отделённое от цветков, при растирании между пальцами становится кожисто-сухим. Срок хранения сырья — 1 год. Из 1 кг сырых корзинок получается чуть более 200 г сырья.
Государственная фармакопея СССР (11-е издание, 1989) допускает в сырье до 3 % примесей.
Промышленные плантации ромашки аптечной имеются во многих странах мира; наиболее крупными мировыми производителями ромашки аптечной являются Аргентина, Бразилия, Венгрия и Египет. Другие значительные поставщики сырья ромашки аптечной на мировой рынок — Болгария, Германия, Словакия и Чехия. Общий мировой объём производства сухих соцветий ромашки аптечной составлял по состоянию на 2007 год 6500 тонн.

#### Химический состав лекарственного сырья
Сухие цветочные корзинки содержат от 0,1 до 0,8 % (некоторые селекционные сорта — до 1 %) эфирного масла — так называемого ромашкового масла, имеющего синий цвет. Кроме того, в сухих корзинках содержатся производные апигенина, лютеолина и кверцетина, кумарины (герниарин и умбеллиферон), полииновые соединения, свободные органические кислоты (каприловая, антемисовая, изовалериановая, салициловая), полисахариды, фитостерины, дубильные и слизистые вещества, горечи, витамины (никотиновая и аскорбиновая кислоты), камедь, каротин, белковые вещества, а также гликозиды апигенин и герниарин. Флавоноидов цветки ромашки аптечной содержат в два раза больше, чем цветки и трава таких известных лекарственных растений, как ноготки лекарственные (Calendula officinalis) или тысячелистник обыкновенный (Achillea millefolium).
Апигенин найден в белых язычковых цветках, а гликозиды кверцетина — в жёлтых трубчатых.
Соцветия содержат незначительное количество алкалоидов (в листьях и стеблях не обнаружены).
Самая ценная составная часть эфирного масла — ромашковый азулен хамазулен (его содержание в масле колеблется от 1,64 до 8,99 %, в среднем 4,6 %). Селекционные сорта содержат хамазулена в масле более 10 %. Хамазулен образуется при перегонке сырья с водяным паром из содержащихся в корзинках лактонов матрицина и матрикарина. Кроме хамазулена, в масле обнаружены и другие сесквитерпеноиды (до 50 %) — фарнезен, бисаболол, бисабололоксиды А и В, монотерпен мирцен и другие. Хамазулен переходит в водный настой цветков, но при кипячении частично разлагается.
А. А. Гроссгейм указывал на ромашку аптечную как на растение, содержащее небольшое количество витаминов A и C. По другим данным, в растениях, собранных в середине июля, содержание витамина C составляло 223 (в листьях) и 135 (в стеблях) мг%.
В золе содержатся (в процентах): калий — 37,35; кальций — 16,33; хлор — 10,8; фосфор — 3,34; сера — 2,4; магний — 3,6; диоксид кремния — 2,0.

#### Биологическая активность лекарственного сырья
В ходе экспериментальных исследований была выявлена различная биологическая активность ромашки аптечной, в том числе были доказаны её антидепрессантные и анксиолитические свойства, была доказана целесообразность использования экстрактов и отдельных компонентов растения при лечении стоматитов, флебитов и вагинитов.
Эфирное масло ромашки («ромашковое масло») обладает дезинфицирующим и потогонным действием, уменьшает образование газов, снимает боли, ослабляет воспалительные процессы, нормализует нарушенную функцию желудочно-кишечного тракта, возбуждающе действует на центральную нервную систему: усиливает и учащает дыхание, увеличивает число сердечных сокращений, расширяет сосуды головного мозга. В больших дозах эфирное масло ромашки вызывает головную боль и общую слабость. Эфирное масло ромашки в экспериментах на животных усиливает рефлекторную деятельность, возбуждает продолговатый мозг, усиливает и учащает дыхание, учащает ритм сердца, расширяет сосуды мозга; при больших дозах могут наступить угнетение центральной нервной системы и понижение мышечного тонуса.
Хамазулен и матрицин обладают противовоспалительным, седативным и местноанестезирующим свойствами, остальные фракции масла не активны. Хамазулен обладает противоаллергическим свойством, активизирует функцию иммунной системы. Апигенин, апиин и герниарин обладают умеренной спазмолитической активностью: расслабляют гладкую мускулатуру и обезболивают при кишечных спазмах. Герниарин обладает потогонными свойствами.

### Лекарственное применение

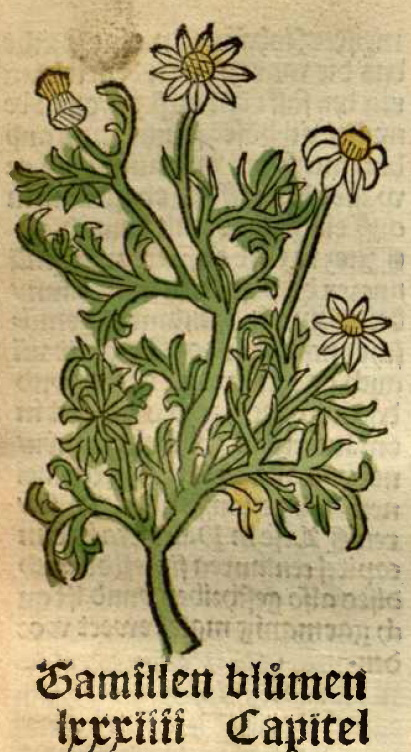
Ромашка аптечная в «Саду Здравия» — книге, ставшей одним из первых печатных травников в истории (издание 1487 года, Аугсбург). Гравюра на дереве, гравёр Эрхард Ройвих

Целебные свойства ромашки аптечной известны давно. Древнегреческие врачи Гиппократ (V—IV века до н. э.) и Диоскорид (I век) рекомендовали её для успокоения болей и судорог. В I столетии Плиний Старший, отмечая, что ромашку высоко ценил сам бог врачевания Асклепий, писал, что все части растения можно использовать как противоядие при укусах змей, отвар — как мочегонное, при болезнях печени, чрезмерном выделении жёлчи, заболеваниях глаз, а разжёванным растением можно лечить язвы. Известны слова античного медика Галена (II—III века), что «ромашка по нежности действия недалека от розы». Авиценна (X—XI века) утверждал, что ромашка — «полезнейшее средство от изнурения, ибо теплота её походит на теплоту животного». В дидактической поэме «О свойствах трав» (лат. De viribus herbarum) Одо из Мёна (XI век) указывал, что ромашка 

…мочу, если выпить с вином, вызывает, камни крушит в пузыре, очищает и регулы тоже… Колики так унимают и вздутие гонят желудка этим питьём… Тем, кто страдает желтухой, отвар помогает ромашки выпитый, и превосходно он печени лечит страданья; вместе с вином, сообщают, он плод недоношенный гонит. …ромашку зелёную мочат в уксусе; голову вымой — не сыщешь целебнее мази…

Однако в XVIII—XIX веках ромашка постепенно была оттеснена и в начале XX столетия применялась в основном в народной медицине, где продолжала занимать прочные позиции.
В современной научной медицине используют настои и отвары цветочных корзинок ромашки и её эфирное масло. Цветки ромашки применяют в составе желудочных, потогонных и мягчительных сборов внутрь и наружно.
Настой цветочных корзинок ромашки оказывает противовоспалительное, кровоостанавливающее, антисептическое, слабое вяжущее, болеутоляющее, седативное, противосудорожное, потогонное и желчегонное действие.
Надземная часть в составе сложного сбора в эксперименте проявляет радиозащитные свойства: при облучении способствует активной компенсации на ранних сроках развития лучевой болезни, одновременно оказывает гастропротективное действие; проявляет цитостатические свойства в культуре лимфобластоидных клеток человека (лимфома Беркитта).

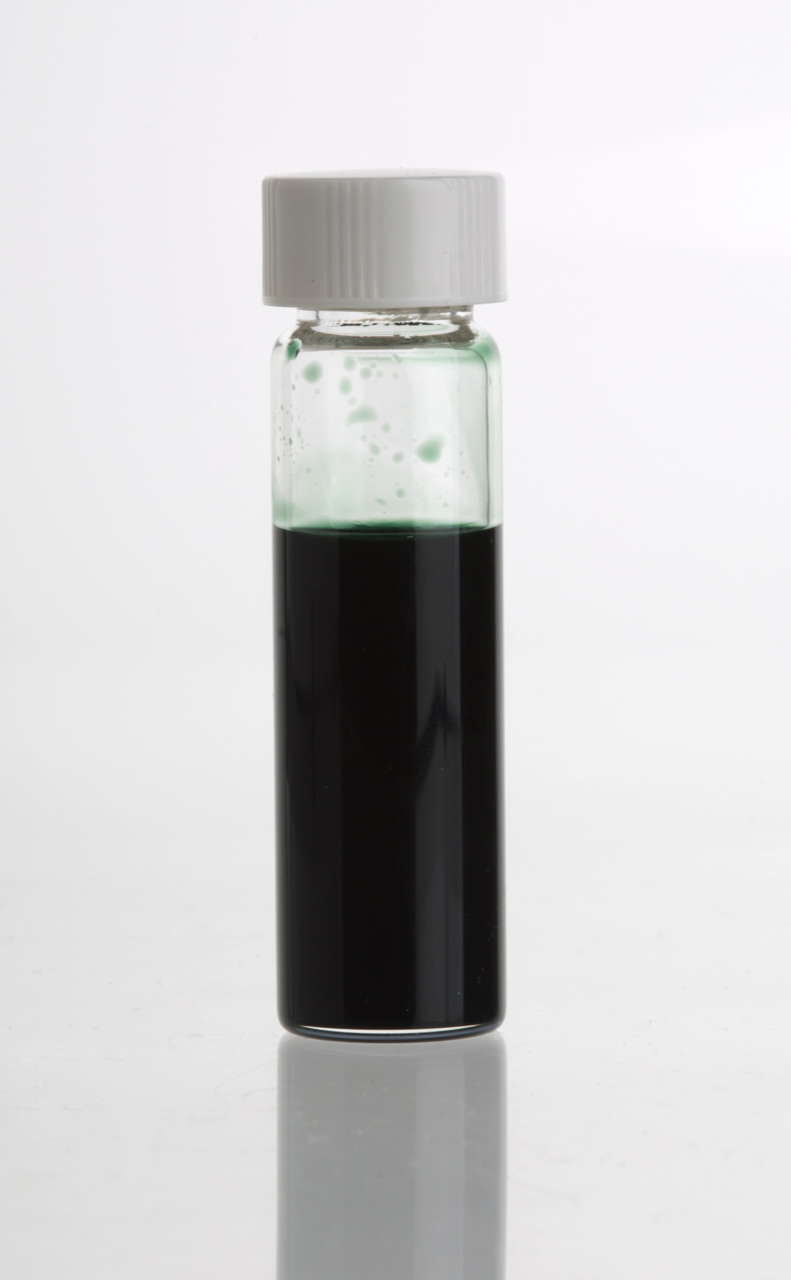
Ромашковое масло

Сумма фенольных соединений, обнаруженных в ромашке, при экспериментальном отёке лёгких оказывает защитное действие на клеточные сосудистые мембраны.
Препараты ромашки аптечной внутрь назначают как потогонное, ветрогонное, спазмолитическое средство при расстройствах менструаций, спазмах кишечника, метеоризме, поносах, гастритах, колитах; наружно — для полоскания рта, зева и горла, для клизм и ванн, как мягчительное и противовоспалительное средство в виде припарок из распаренных цветков ромашки и бузины чёрной. Отвар ромашки используют также для промывания гноящихся ран и как примочку для глаз. Хамазулен и его синтетические аналоги используют для лечения бронхиальной астмы, ревматизма, аллергических гастритов и колитов, экземы, ожогов рентгеновскими лучами. Хамазулен усиливает регенеративные процессы и ослабляет аллергические реакции, обладает анестезирующими свойствами. А. Я. Губергриц и Н. И. Соломченко указывали (1966), что в клинике Донецкого мединститута широко применяли настой ромашки для промывания кишечника (так называемые сифонные клизмы) при лечении хронических (язвенных) колитов, часто не поддававшихся другим видам лечения.
В сборах с другими растениями ромашку используют также при аденоме простаты, хроническом гломерулонефрите, хроническом простатите и шеечном цистите.
Соцветия в фитобальнеологии используют при лечении постдизентерийного колита, дисбактериоза, хронических гастритов; в эндокринологии — для нормализации функций эндокринных желёз и обменных процессов; в акушерстве и гинекологии — при дисменорее, альгодисменорее, вульвите, эндоцервиците, вагините, трещинах сосков у кормящих матерей; в стоматологии — при пародонтозе, гингивите, периодентите, стоматите; в дерматологии — как депигментирующее, антимикотическое, при себорее, гиперкератозе волосистой части головы.
В гомеопатии эссенцию ромашки аптечной применяют при диспепсии у детей, экссудативном диатезе, спазмах желудка, метеоризме.
Ромашковое масло применяют в ароматерапии при бессоннице, мигрени, воспалении кожных покровов, а также при ожогах и экземах, рекомендуется при астме, бронхитах, кашле, гриппе, циститах, раздражительности, полезно для детей и людей преклонного возраста. Масло применяется наружно вместе с растительным маслом, внутрь с мёдом, а также в виде ингаляций, ванн, аппликаций и компрессов. Запах ромашкового масла характеризуется как глубокий, слегка горьковатый, тёплый, тяжеловесный. Он относится к седативным ароматам. Запах ромашки снимает головную боль, чувство тяжести в затылке, мышцах, улучшает деятельность головного мозга при умственном утомлении, снимает раздражение и успокаивает вспышки ярости. Ароматерапевты рекомендуют принимать ромашковое масло, разведённое в воде, при болях в кишечнике; разведённое в чае из ромашки — при нервном тике; разведённое в воде с мёдом — при раздражительности. При депрессии профессиональный ароматерапевт Джоан Редфорд рекомендует применять ромашковое масло в горелке или в ванне. Сушёная ромашка, входя в состав ароматических травяных подушек, способствуют расслаблению мышц. Аппликации с ромашковым маслом помогают предотвратить аллергические реакции после укуса насекомых, рекомендуются при ушибах. Примочки с ромашковым маслом применяют при тепловом ударе и растяжении связок, растирания — при солнечном ожоге, бессоннице. На раны накладывают повязки с ромашковым маслом, а при зубной боли накладывают на больной зуб ватный шарик с маслом. При раздражении кожи у новорождённых применяют массаж, ванны, аромалампу с ромашковым маслом.
В русской народной медицине отвар и настой соцветий применяют при малярии, золотухе, бессоннице, респираторных инфекциях, женских болезнях, послеродовых метроррагиях, желудочных коликах, заболеваниях органов желудочно-кишечного тракта, неврозах; наружно (промывания) — при болезнях глаз; в Сибири в сборе (ванны, примочки) — при остеомиелите; в Средней Азии — при атонии желудка, головокружениях, головной и зубной боли, а корни — как желчегонное, отхаркивающее, при метеоризме; в Болгарии (отвар соцветий в виде ингаляций) — при гриппе, а ванны — при потливости ног; во Франции настой — при переутомлении, физической перегрузке, пересыщении кофе и табаком, при простуде; в Польше — как средство, повышающее аппетит, а наружно — при ожогах, обморожениях, ранах и от выпадения волос. В США готовят чай из ромашки с сахаром и сливками; считают, что, выпитый на ночь, он вызывает спокойный сон.
В тибетской медицине отвар используют при респираторных инфекциях, острой и хронической ангине, ларингите, трахеите, а в корейской медицине — при бронхиальной астме, ревматизме, гастритах, экземах, лучевых поражениях, проктите, ларингите, стоматите.
Препараты ромашки лекарственной противопоказаны при беременности и склонности к поносам.

#### Готовые лекарственные формы

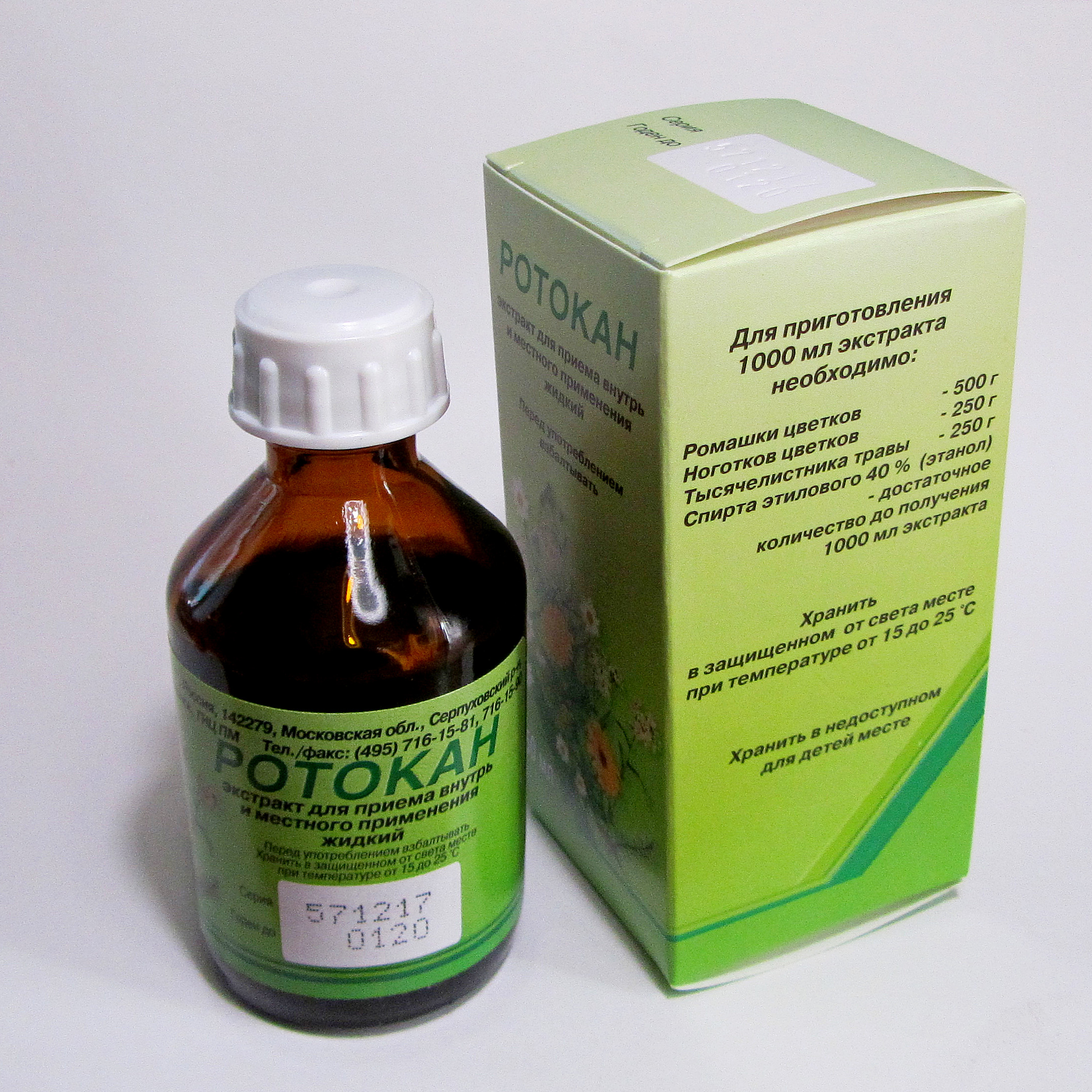
Ротокан

- Ромазулан — препарат, действующим веществом которого является экстракт цветков ромашки аптечной (лат. Chamomillae recutitae floridis extract)[91], противовоспалительное и дезодорирующее средство, применяемое внутрь при гастритах, колитах, метеоризме, наружно (полоскания, компрессы, клизмы) — при гингивитах, стоматитах, отитах, вагинитах, уретритах, циститах, воспалительных дерматозах, трофических язвах[78].
- Алором — препарат с экстрактом ромашки, применяемый при миозитах и пролежнях[78][92].
- Арфазетин — сбор антидиабетического действия[78] с цветками ромашки[93].
- Ротокан — противовоспалительное средство[78] с экстрактом ромашки[94].
- Камилозид — препарат, оказывающий противоязвенное действие[78].

### Применение в косметике

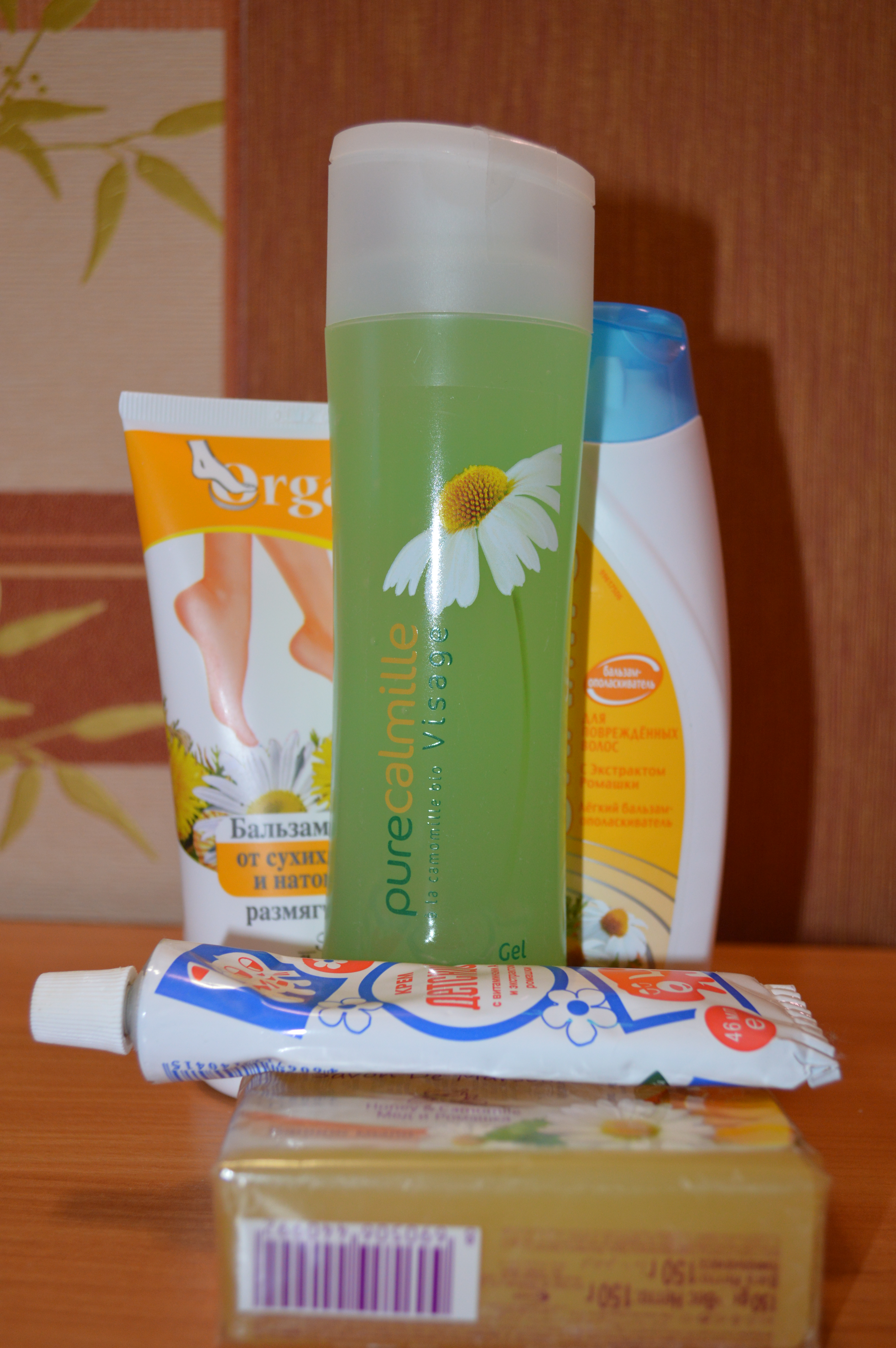
Косметические средства с ромашкой

Известна фотозащитная эффективность экстрактов ромашки. В косметике применяется в товарах для детей (мыло, кремы, лосьоны), зубных пастах, кремах для лица и рук, губных помадах, средствах для загара, маслах для ухода за кожей тела, шампунях и ополаскивателях.
В экстракте ромашки содержатся флавоноиды в сочетании с витамином C, что обеспечивает антиоксидантный комплекс, защищающий кожу от неблагоприятного воздействия окружающей среды. Поэтому его вводят в состав декоративной косметики нового поколения (с биологически активными добавками).
В быту отваром ромашки моют лицо, полагая, что кожа при этом приобретает бархатистость и мягкость. Экстракт ромашки обладает свойством абсорбировать токсины и продукты клеточного метаболизма. Косметологи рекомендуют им умываться вместо мыла. Экстракт ромашки входит в состав очищающих косметических средств, тоников, средств по уходу за губами. Косметические маски, в состав которых входит ромашковое масло, рекомендуются для сухой кожи и способствуют её очищению и регенерации, улучшению структуры. Настойка ромашки входит в состав питательных кремов, которые нормализуют обменные процессы в коже, тонизируют и питают её.
Экстракт ромашки оказывает на кожу противовоспалительное, противоаллергическое, смягчающее, обезболивающее, увлажняющее, регенерирующее, успокаивающее и ранозаживляющее действие. Ромашка входит в состав косметических средств по уходу за чувствительной и проблемной кожей лица. Отваром ромашки умываются при стойкой красноте лица и розовых угрях. Экстракт ромашки входит в состав средств для и после бритья, дезинфицируя и смягчая кожу.
Ромашка аптечная, наряду с алоэ настоящим, стала обязательным компонентом увлажняющей губной помады и другой декоративной косметики. Содержащиеся в ней полисахариды и муконополисахариды обладают способностью образовывать в воде полимерную сетку, а на коже стремятся образовать плёнку, которая удерживает влагу. Влажность у поверхности кожи создаёт условия для действия флавоноидов — водорастворимых антиоксидантов. Полисахариды и флавоноиды обладают также ранозаживляющим свойством и при появлении мелких ранок не дают им проникнуть внутрь. Экстракт ромашки входит в состав увлажняющих кремов для любого типа кожи лица. Из отвара или настоя ромашки делают примочки на глаза для предотвращения их усталости, воспаления и покраснения. При сухой коже рук, появлении трещин ванночки из отвара ромашки оказывают смягчающее действие. Эфирное масло ромашки входит в состав антицеллюлитных кремов.
Отваром ромашки рекомендуется споласкивать жирные волосы после их мытья или очищать их смесью крепкого настоя ромашки и спирта. Для сухих волос можно в домашних условиях приготовить крем из настоя ромашки и ланолина. Настой из смеси стеблей или корней ревеня, цветков ромашки и чая окрашивает волосы в цвет червонного золота. Существуют различные рецепты осветления волос с помощью ромашки. Настой ромашки оказывает лёгкое окрашивающее действие на светлые волосы, придавая им золотистый оттенок. Для укрепления светлых волос рекомендуется их смазывать настойкой смеси ромашки и розмарина.
Смесь из ромашки, чистотела, череды и других растений в украинском Полесье использовали для приготовления душистых ванн и купелей для грудных детей.

### Другое применение
В пищевой промышленности эфирное масло ромашки применяется для ароматизации ликёров, вин (например, хереса) и горьких настоек, в качестве пряности используются листья ромашки. Надземную часть используют как замену чая.
Трава ромашки аптечной из-за резкого запаха, обусловленного присутствием в ней эфирного масла, на пастбище скотом почти не поедается, хотя из сена животными она не выбрасывается. В сушёном виде ромашка не портит вкуса молока, но, съеденная в свежем виде, придаёт молоку неприятный привкус. Корм для лошадей.
Цветками можно окрашивать шерсть в жёлтый цвет, а натуральный шёлк — в светло-жёлтый. В Польше отваром цветков ромашки окрашивают «крашенки».
В ветеринарии настой применяют так же, как и в практической медицине, и, кроме того, при интоксикациях, гельминтозах, анурии, судорогах у лошадей, чуме у собак, параличе у овец, желтухе у рогатого скота, порошок — против эктопаразитов птиц. В составе препарата хамазол соцветия предложены для лечения и профилактики мастита у коров.
Из остатков сырья (шрота) можно получать токоферол.
Эфирный экстракт ингибирует вирус табачной мозаики. Садоводы-любители применяют ромашку против тлей, клещей, мелких гусениц. Семена ромашки аптечной, погружённые в воду, выделяют клейкую слизь, в которой склеиваются и погибают личинки комаров.
Ромашковое масло употребляется как растворитель при окрашивании фарфоровых изделий.

## Ботаническая классификация

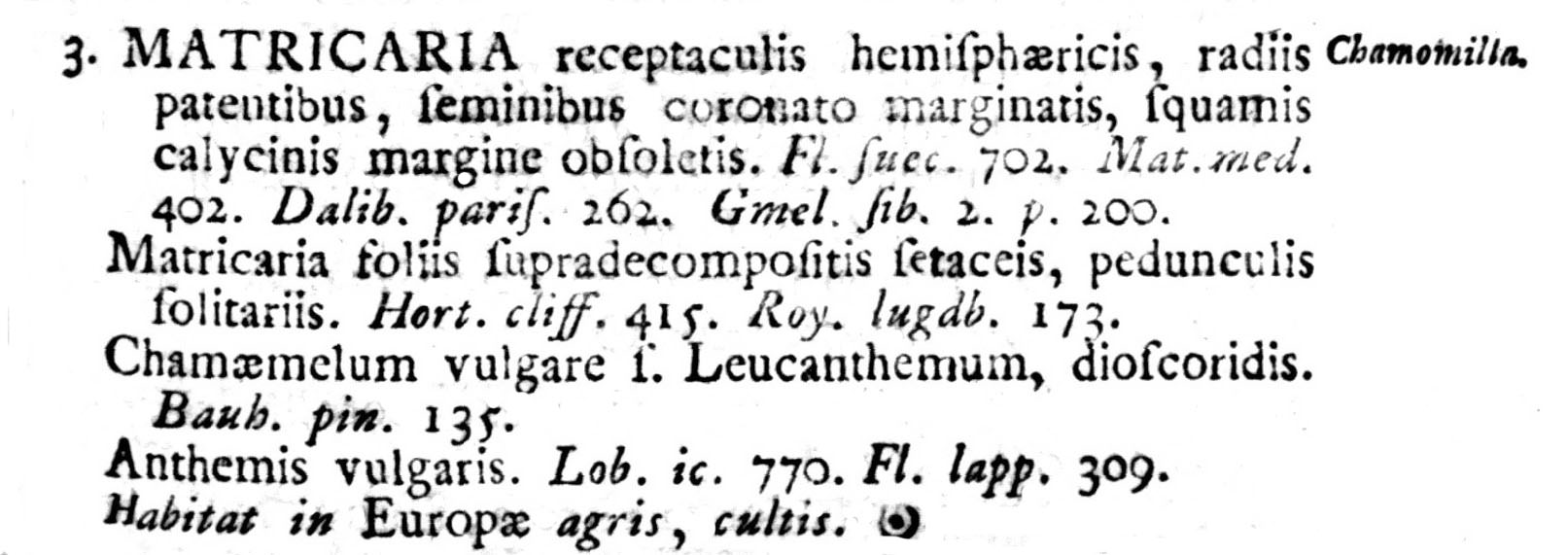
Описание Matricaria chamomilla в работе Карла Линнея Species plantarum (1753, том 2, страница 891). Видовой эпитет «chamomilla» вынесен на поля страницы справа от текста

Карл Линней отнёс этот вид к роду Matricaria L. (1753), однако позже ботаники нередко выделяли этот вид вместе с некоторыми другими в род Chamomilla S.F.Gray (Ромашник, или Лекарственная ромашка, или Хамомилла). В части русскоязычной литературы такой взгляд на таксономическое положение этого вида распространён до настоящего времени.
Другие современные русскоязычные источники, а также современные англоязычные источники подтверждают таксономическое положение этого вида, предложенное Линнеем.
Вид описан из Западной Европы (лат. Habitat in Europæ agris, cultis), тип хранится в гербарии Карла Линнея в Лондоне.

### Таксономическое положение
Ромашка аптечная вместе ещё примерно с 70 видами образуют род Ромашка (Matricaria) в составе подтрибы Ромашковые (Matricariinae) трибы Антемидеевые (Anthemideae) подсемейства Астровые (Asteroideae) семейства Астровые, или Сложноцветные (Asteraceae).
|  |                      |  | | |                       |  | ещё 11 подсемейств, в том числе Barnadesioideae, Cichorioideae (Цикориевые), Mutisioideae, Stifftioideae, Wunderlichioideae | ещё 11 подсемейств, в том числе Barnadesioideae, Cichorioideae (Цикориевые), Mutisioideae, Stifftioideae, Wunderlichioideae |                                                                |  |  |  | ещё 13 подтриб                             | ещё 13 подтриб                             |  |  |  |  | ещё около 70 видов, включая ромашку пахучую | ещё около 70 видов, включая ромашку пахучую |
|  |                      |  | | |                       |  | ещё 11 подсемейств, в том числе Barnadesioideae, Cichorioideae (Цикориевые), Mutisioideae, Stifftioideae, Wunderlichioideae | ещё 11 подсемейств, в том числе Barnadesioideae, Cichorioideae (Цикориевые), Mutisioideae, Stifftioideae, Wunderlichioideae |                                                                |  |  |  | ещё 13 подтриб                             | ещё 13 подтриб                             |  |  |  |  | ещё около 70 видов, включая ромашку пахучую | ещё около 70 видов, включая ромашку пахучую |
|  |                      |  | | семейство Астровые, или Сложноцветные                                                              |                       |  | | | триба Пупавковые, или Антемидеевые                             |  |  |  |                                            | род Ромашка                                |  |  |  |  |                                             |                                             |
|  |                      |  | | семейство Астровые, или Сложноцветные                                                              |                       |  | | | триба Пупавковые, или Антемидеевые                             |  |  |  |                                            | род Ромашка                                |  |  |  |  |                                             |                                             |
|  | порядок Астроцветные |  | | | подсемейство Астровые |  | | | подтриба Ромашковые                                            |  |  |  | Ромашка аптечная                           |                                            |  |  |  |  |                                             |                                             |
|  | порядок Астроцветные |  | | |                       |  | | |                                                                |  |  |  |                                            |                                            |  |  |  |  |                                             |                                             |
|  |                      |  | ещё 12 семейств (согласно Системе классификации APG III), в том числе Колокольчиковые, Стилидиевые | ещё 12 семейств (согласно Системе классификации APG III), в том числе Колокольчиковые, Стилидиевые |                       |  | | ещё около двадцати триб, в том числе Астровые и Крестовниковые                                                              | ещё около двадцати триб, в том числе Астровые и Крестовниковые |  |  |  | ещё четыре рода, в том числе Тысячелистник | ещё четыре рода, в том числе Тысячелистник |  |  |  |  |                                             |                                             |
|  |                      |  | | ещё 12 семейств (согласно Системе классификации APG III), в том числе Колокольчиковые, Стилидиевые |                       |  | | | ещё около двадцати триб, в том числе Астровые и Крестовниковые |  |  |  |                                            | ещё четыре рода, в том числе Тысячелистник |  |  |  |  |                                             |                                             |

### Синонимы
По информации базы данных WFO (март 2023), в синонимику вида включаются следующие названия:
- Anthemis vulgaris  L. ex Steud.
- Camomilla deflexa  Gilib.
- Chamaemelum chamomilla  (L.) E.H.L.Krause
- Chamaemelum suaveolens  E.H.L.Krause
- Chamaemelum vulgare  Bubani
- Chamomilla chamomilla  (L.) Rydb.
- Chamomilla courrantiana  K.Koch
- Chamomilla meridionalis  K.Koch
- Chamomilla officinalis  K.Koch
- Chamomilla patens  Gilib.
- Chamomilla recutita  (L.) Rauschert
- Chamomilla recutita var. bayeri  (Kanitz) Dostál
- Chamomilla vulgaris  Gray
- Chrysanthemum chamomilla  (L.) Bernh.
- Chrysanthemum suaveolens  Cav.
- Courrantia chamomilloides  Sch.Bip.
- Leucanthemum chamaemelum  Lam.
- Matricaria bayeri  Kanitz
- Matricaria capitellata  Batt. & Pit.
- Matricaria chamomilla f. courrantiana  (DC.) Fiori & Paol.
- Matricaria chamomilla f. kochiana  (Sch.Bip.) Fiori & Paol.
- Matricaria chamomilla f. pusilla  (Willd.) Fiori & Paol.
- Matricaria chamomilla f. suaveolens  Fiori
- Matricaria chamomilla var. coronata  J.Gay ex Boiss.
- Matricaria chamomilla var. pappulosa  Margot & Reut.
- Matricaria chamomilla var. recutita  (L.) Fiori
- Matricaria chamomilla var. recutita  (L.) Grierson
- Matricaria coronata  (J.Gay ex Boiss.) W.D.J.Koch
- Matricaria courrantiana  DC.
- Matricaria deflexa  Gilib.
- Matricaria exigua  Tuntas
- Matricaria kochiana  Sch.Bip.
- Matricaria littoralis  Rouy
- Matricaria obliqua  Dulac
- Matricaria patens  Gilib.
- Matricaria pusilla  Willd.
- Matricaria pyrethroides  DC.
- Matricaria recutita  L.
- Matricaria recutita var. coronata  (Boiss.) Fertig
- Matricaria recutita var. coronata  (Boiss.) Halácsy
- Matricaria recutita var. kochiana  (Sch.Bip.) Greuter
- Matricaria recutita var. pappulosa  (Margot & Reut.) Feinbrun
- Matricaria salina  Schur
- Matricaria suaveolens  L.
- Matricaria tenuifolia  (Kit.) Simonk.
- Matricaria tenuifolia  Salisb.
- Pyrethrum hispanicum  Salzm. ex Boiss.

|                                                     |                             |                                                                     |                                   |                                              |                                                      |
| Якоб Штурм, Deutschlands Flora in Abbildungen, 1796 | Ян Копс, Flora Batava, 1822 | О. В. Томе, Flora von Deutschland, Österreich und der Schweiz, 1885 | Köhler's Medizinal-Pflanzen, 1887 | А. Маскле, Atlas des plantes de France, 1891 | К. А. М. Линдман, Bilder ur Nordens Flora, 1917—1926 |

## Комментарии
1. ↑  …chamaemelon, quoniam odorem mali habeat… (лат.)
2. ↑  «Атлас лекарственных растений СССР» (1962) утверждал, что недопустимыми примесями к сырью считаются как растения других видов рода Ромашка (отличаются неполым ложем корзинки), так и растения со схожими соцветиями, относящиеся к другим родам астровых — пупавке (Anthemis) (в отличие от ромашки аптечной ложе корзинки усажено плёнчатыми прицветниками), пиретруму (Pyrethrum), нивянику (Leucanthemum)[20].
3. ↑  По Гаммерман и Грому — от 0,12 до 0,5 %[15], по XI Государственной фармакопее — не менее 0,3 %.